# Joshna Chinappa
Joshna Chinappa (auch Joshana Chinappa; * 15. September 1986 in Chennai) ist eine indische Squashspielerin.

## Karriere
Chinappa begann ihre Karriere im Jahr 2003 und gewann bislang elf Titel auf der WSA und der PSA World Tour. Ihre höchste Platzierung in der Weltrangliste erreichte sie im Juli 2016 mit Rang zehn. 2005 stand sie im Endspiel der Junioren-Weltmeisterschaft, das sie gegen Raneem El Weleily in drei Sätzen verlor. Mit der indischen Nationalmannschaft nahm Chinappa 2002, 2010, 2012, 2014 und 2016 an Weltmeisterschaften teil. Im Einzel stand sie jeweils 2009 und 2013 in der ersten Runde des Hauptfeldes. Mit der Nationalmannschaft gewann sie 2010 die Bronzemedaille bei den Asienspielen und wurde 2012 Asienmeister. 2014 folgte die Silbermedaille mit der Mannschaft bei den Asienspielen. 2017 wurde sie erstmals Asienmeisterin im Einzel und verteidigte den Titel auch 2019. Sie gewann zwischen 2001 und 2020 insgesamt 18 Mal den Titel bei der indischen Landesmeisterschaft.
2014 gewann sie mit Dipika Pallikal die Goldmedaille im Damendoppel bei den Commonwealth Games. Es war die erste Medaille im Squash in der indischen Historie. Bei den Commonwealth Games 2018 erreichte sie mit Pallikal erneut das Endspiel der Doppelkonkurrenz, in dem sie Joelle King und Amanda Landers-Murphy unterlegen waren. Im Mixed schieden sie und Harinder Pal Sandhu im Viertelfinale aus. Mit Pallikal wurde Chinappa 2022 Weltmeisterin im Doppel. Bei den 2023 ausgetragenen Asienspielen 2022 in Hangzhou gewann sie mit der Mannschaft die Bronzemedaille. Sie wurde 2024 mit Abhay Singh im Mixed sowie 2025 mit Anahat Singh im Doppel jeweils Asienmeisterin.
Joshna Chinappa wurde 2013 mit dem Arjuna Award ausgezeichnet.

## Erfolge
- Weltmeisterin im Doppel: 2022 (mit Dipika Pallikal)
- Asienmeisterin: 2017, 2019
- Asienmeisterin mit der Mannschaft: 2012
- Asienmeisterin im Doppel: 2025
- Asienmeisterin im Mixed: 2024
- Gewonnene PSA-Titel: 11
- Commonwealth Games: 1 × Gold (Doppel 2014), 1 × Silber (Doppel 2018)
- Asienspiele: 2 × Silber (Mannschaft 2014 und 2018), 3 × Bronze (Mannschaft 2010 und 2022, Einzel 2018)
- Indische Meisterin: 18 Titel (2000, 2001, 2003–2010, 2012–2015, 2017–2020)